# Zaglyptogastra tincticanaliculata
Zaglyptogastra tincticanaliculata är en stekelart som först beskrevs av Cameron 1912.  Zaglyptogastra tincticanaliculata ingår i släktet Zaglyptogastra och familjen bracksteklar. Utöver nominatformen finns också underarten Z. t. livingstonei.